# Sarah Ladipo Manyika
Sarah Ladipo Manyika (sinh ngày 7 tháng 3 năm 1968) là một nhà văn người Anh gốc Nigeria về tiểu thuyết, truyện ngắn và tiểu luận.

## Cuộc sống ban đầu
Sarah Manyika sinh ra và lớn lên ở Nigeria. Bà cũng đã sống ở Kenya, Pháp và Anh. Cha bà là người Nigeria và mẹ cô là người Anh. Sarah được thừa hưởng tên thời con gái (Ladipo) từ cha bà sinh ra ở Ibadan (Tây Nam Nigeria) vào cuối những năm 1930. Cha bà đã gặp và kết hôn với mẹ bà ở Anh vào cuối những năm 1960. Sarah đã dành phần lớn thời thơ ấu của mình ở Lagos và thành phố Jos thuộc bang Plateau. Khi còn là một thiếu niên, bà sống hai năm ở Nairobi, Kenya, trước khi gia đình bà chuyển đến Anh.

## Nghề nghiệp
Manyika học tại các trường Đại học Birmingham (Anh), Bordeaux (Pháp) và Berkeley (California). Bà đã kết hôn ở Harare, Zimbabwe, vào năm 1994 và hiện đang phân chia thời gian giữa San Francisco (nơi bà dạy văn học tại Đại học bang San Francisco), London và Harare.
Bài viết của bà bao gồm các bài tiểu luận được xuất bản, các bài báo học thuật, đánh giá sách và truyện ngắn. Truyện ngắn "Mr Wonder" của bà xuất hiện trong tuyển tập 2008 Women Writing Zimbabwe. Cuốn tiểu thuyết đầu tiên của cô, In Dependence, ban đầu được xuất bản bởi Legend Press, London, năm 2008, và được chuỗi cửa hàng sách lớn nhất của Vương quốc Anh chọn làm cuốn sách nổi bật cho Tháng lịch sử đen. Năm 2009, In Dependence, được xuất bản bởi Cộng hòa Cassava, một báo chí văn học có trụ sở tại Abuja, Nigeria (cũng như, sau đó, ở Anh), với sự ổn định của các tác giả bao gồm Teju Cole và Helon Habila. Nói về quyết định ký hợp đồng với một nhà xuất bản châu Phi, Manyika đã nói: "Tôi nhận ra rằng bằng cách cấp quyền thế giới cho một nhà xuất bản châu Phi, theo một cách nhỏ bé, tôi có thể cố gắng giải quyết sự mất cân bằng quyền lực trong một thế giới nơi những người gác cổng văn học, ngay cả đối với cái gọi là những câu chuyện châu Phi, vẫn vững chắc ở phía tây. "  Vào năm 2014, In Dependence được xuất bản bởi Weaver Press ở Zimbabwe, nơi đây là một cuốn sách dành cho kỳ thi Văn học Anh cấp độ nâng cao. In Dependence cũng đã được giới thiệu bởi Hội đồng tuyển sinh và trúng tuyển chung (JAMB) tại Nigeria cho các ứng cử viên tham dự UTME 2017.
Cuốn tiểu thuyết thứ hai của Manyika, Like A Mule Browing Ice Cream to the Sun, được xuất bản vào mùa xuân năm 2016 đã được nhiều nhà văn khác chứng thực, bao gồm cả Bernardine Evaristo ("Câu chuyện của Manyika về một phụ nữ Nigeria già là trầm lặng, tinh vi và nó mở rộng kinh điển của người châu Phi đương đại văn học chào đón lãnh thổ mới "), Aminatta Forna (" tuyệt đẹp và được chế tác tinh xảo... Cuốn tiểu thuyết của Sarah Manyika cho thấy những người bình thường ở trạng thái tốt nhất. Nâng cao! "), NoViolet Bulawayo ("Astute, gợi cảm, hài hước và cảm động"), Jamal Mahjoub ("Manyika viết với sự háo hức và hóm hỉnh nhẹ nhàng, chiếu sáng các nhân vật của cô bằng cái nhìn sâu sắc tinh tế"), Peter Orner ("Một tiểu thuyết mới, quan trọng," và một thứ sẽ tiếp tục vang vọng trong tâm trí người đọc trong một thời gian dài sau đó "), E.C. Osondu (" không thể nào quên... một thiền định mạnh mẽ về sự mất mát, ký ức, lưu vong và cô đơn. Các nhân vật trong cuốn tiểu thuyết này sẽ ở lại với bạn ") và Brian Chikwava (" Một cuốn tiểu thuyết được xây dựng tuyệt vời, luôn gây ngạc nhiên "). Nó đã được lọt vào danh sách vào tháng 9 năm 2016 cho Giải thưởng Goldsmiths (cùng với các cuốn sách của Rachel Cusk, Deborah Levy, Eimear McBride, Mike McCormack và Anakana Schofield), "tiểu thuyết châu Phi đầu tiên được xem xét cho giải thưởng này", được thiết lập để thưởng cho tiểu thuyết phá vỡ khuôn mẫu hoặc mở rộng khả năng của hình thức tiểu thuyết. Về nguồn gốc của Like a Mule Mang Ice Cream to the Sun Manyika đã nói: "Tôi đã gặp nhiều phụ nữ lớn tuổi sống cuộc sống đầy màu sắc, nhưng khi nói về tiểu thuyết, tôi không tìm thấy nhiều câu chuyện phản ánh điều này, đặc biệt là vì vậy khi nói đến cuộc sống của phụ nữ da đen. Khi tôi không thể tìm thấy những câu chuyện mà tôi muốn đọc, tôi cố gắng tự viết chúng. "  Tiêu đề của cuốn tiểu thuyết là một dòng được thừa nhận từ một bài thơ của Mary Ruefle có tên là "Donkey On".
Manyika cũng đã lưu trữ loạt video của OZY, Write, và hiện là Biên tập sách của tạp chí.